# Keempee de León
Joseph Joachim de León, conocido artísticamente como Keempee de León (nacido el 8 de enero de 1973 en Manila) es un actor, humorista, cantautor y presentador de televisión filipino. Él es el hijo del cantante Joey de León y Daria Ramírez.

## Carrera
Keempee de León comenzó su carrera en el mundo del espectáculo en 1989 a través de una película famosa titulada «I Love You Three Times a Day» o «Te Amo Tres veces al día», donde actuó junto a Gelli de Belén y trabajó con Jimmy Santos, un presentador de televisión. Poco después, se convirtió en uno de los anfitriones de tres programas de televisión como Eat Bulaga, That's Entertainment y Agila. En 1990, las productoras de Regal Films y Viva Films, recibieron a Keempee para participar como protagonista en la comedia romántica titulada «Romeo Loves Juliet», junto a Aiko Meléndez. Al final, Keempee optó por permanecer con las películas de Viva, en la que tuvo que firmar un contrato. En 1992, se lanzó como una estrella de acción juvenil a través de la película titulada «Jesús De la Cruz en el ang mga Batang Riles», con Ana Roces como su protagonista. La película de acción fue un éxito y fue seguido por «Banda Blue Jeans» con Dennis Padilla y Orosa Leah como coestrellas. Sin embargo, a diferencia de «Batang Riles», «Blue Jeans Gang» fue un fracaso en la taquilla.
Keempee admitió abiertamente al público en 1993, que se convirtió en víctima del abuso de las drogas y en consecuencia, se sometió a una rehabilitación para superar este problema en un centro rehabilitador llamado «Sacat» en Parañaque. A pesar de esto, sin embargo, se las arregló para terminar dos grandes películas, antes de que fuera un año sabático. Las dos grandes películas producidas por Viva fueron «Sana'y Ikaw Na Nga», con Christopher de León y Viña Morales y «Alyas Batman en Robin» con su padre de Joey de León. Después de su rehabilitación, se convirtió en miembro de una Hermandad Cristiana, mientras que la reanudación de su carrera estancada del mundo del espectáculo se volvió a reiniciar nuevamente en 1994.

## Vida personal
Él tiene un hijo con su exesposa. Sus relaciones anteriores fueron con las famosas artistas como Manilyn Reynes, Carmina Villaroel, Ara Mina, Pauleen Luna y Viña Morales.

## Filmografía

### TV shows
- Bagong Umaga - ???? (2020-2021 Kapamilya Channel/A2Z)
- Iskul Bukol: Kuwelang Kwela 'To - Wacky Roque (2011 TV5)
- Lucky Numbers - Host (2011 TV5)
- My Driver Sweet Lover (TV series) - Von (2010 TV5)
- Lady Dada - ???? (2010 TV5)
- Full House - Mr. H (2009 GMA Network)
- Are You The Next Big Star? - Co-Host / Harold (2009 GMA Network)
- All About Eve (Philippine TV series) - Paul (2009 GMA Network)
- LaLola - Josano "Gary" Therico Jose / Grace / Narrator (2008-2009 GMA Network)
- Kung Ako Ikaw - host (2007-2008 GMA Network)
- Bubble Gang - Various Roles (2007–Present GMA Network)
- Sabi Ni Nanay - various (2007 RPN)
- Nuts Entertainment - Occasional Cast Member (2007-2008 GMA Network)
- Fantastic Man - Budol (2006-2007 GMA Network)
- Bongga Ka Star - co-host (2005-2006 Q Network)
- Kakabaka-Boo - various (2006 GMA Network)
- Kakabakaba Adventures - various (2005 GMA Network)
- Bahay Mo Ba 'To? - Harold Manguluntoy (GMA Network)
- Love to Love - Jason Patrick/Patricia (GMA Network)
- Sharon - guest co-host (ABS-CBN)
- O-Ha! - various (ABC)
- Kung Mamahalin Mo Lang Ako - Alfonse (GMA Network)
- Hayop Na Hayop (ABC)
- Klasmeyts - host (ABS-CBN)
- Recuerdo de Amor - Carding (ABS-CBN)
- Wow! - host (IBC)
- Back To Iskul Bukol - various (IBC)
- Que Horror - various (ABC)
- Lihim Ng Gabi - various (GMA Network)
- Kagat Ng Dilim - various (GMA Network)
- Walang Kukurap - various (GMA Network)
- Goin' Bayabas - gag performer (IBC)
- Villa Quintana - Isagani (GMA Network)
- Campus Romance - various (GMA Network)
- TODAS Again- gag performer (IBC)
- GMA Supershow - co-host (GMA Network)
- Mana - as Nida Blanca's son (ABS-CBN)
- Agila- Bobbet (1988 RPN)
- The Sharon Cuneta Show (1989 ABS-CBN)
- That's Entertainment- co-host, Thursday Group
- Eat Bulaga - co-host (1989–Present ABS-CBN 1989-1995, GMA Network 1995–Present)
- Lucky - Jake (1979-1989 IBC 13)

### Películas
- Iskul Bukol: 20 years After
- Shake, Rattle and Roll 8
- Ispiritista
- Lovestruck
- Bahay Ni Lola
- Happily Ever After
- Message Sent
- Ten Little Indians
- Nag-iisang Ikaw
- Love Notes
- Barkada Walang Atrasan
- Cuadro de Jack
- Pintsik
- Alyas Batman en Robin
- Sana'y Ikaw na Nga
- Tangga and Chos: Beauty Secret Agents
- Teacher's Enemy No. 1
- Tootsie-Wootsie: Ang Bandang Walang Atrasan
- Aso't Pusa
- Ang lahat ng ito pati na ang langit
- Estudyante Blues
- I Love You Three Times a Day
- Mama Said, Papa Said I Love You

## Premios
- (1996) Mejor actor drama de Villa Quintana - Star Awards
- (2005) Mejor Comedia Actor por A-Star Bahay Mo Ba 'Premios
- (2005) Mejor Comedia Actor de Reparto por Bahay 'Mo Ba-Para ENPRESS

## Fuente
- Keempee de Leon en Internet Movie Database (en inglés).